# Klokoty
Klokoty (německy Klokot) jsou velká vesnice, část města Tábor ve stejnojmenném okrese v Jihočeském kraji. Nachází se na západním okraji města, na (původní z dnešních dvou) výpadové silnici na Písek a Rožmitál pod Třemšínem. Nejvýznamnějším místem této lokality Tábora je klokotský poutní areál s klášterem s kostelem Nanebevzetí Panny Marie Klokotské.

## Historie
Původní obec byla založena na počátku 13. století rodem Vítkovců. První písemná zmínka o vesnici pochází z roku 1220, kdy se zde připomíná Vítek z Klokot („praotec“ pozdějších pánů z Landštejna), který v obci postavil tvrz. Po něm zdědil tvrz s obcí jeho syn Ojíř z Klokot a Lomnice. Po jeho smrti tvrz z neznámých důvodů zanikla a ves získali páni z Rožmberka. Ti připojili ves k Příběnicům. V roce 1402 koupil obec od Rožmberků bohatý táborský měšťan Petr Růže. V roce 1469, po smrti jeho dcery Kateřiny, zdědilo obec Klokoty město Tábor.
V roce 1875 byla otevřena zdejší školní budova, bývaly zde také dva dvory. Starousedlíci: z místních rodin jsou uváděny jako nejstarší: Verštátova (1719), Dvořákova (1722), Šimákova (1735), Nouskova (1747), Zemanova (1761). Zde narozený Jan Táborský z Klokotské Hory (1505–1572) byl kronikář a spisovatel (Jan Táborský: Zpráva o staroměstském orloji). Kolem roku 1552 se stal správcem tehdy již proslulého staroměstského orloje. Dalším významným rodákem z Klokot Josef Cuřín (1862–1929) byl odborný autor v oboru cukrovarnictví. Také zde od roku 1825 působil známý básník, kněz a vlastenec doby obrozenecké Josef Vlastimil Kamarýt (1797–1833).

## Přírodní poměry
Západně od Klokot leží přírodní památka Tábor - Zahrádka.

## Obyvatelstvo
| Rok            | 1869 | 1880 | 1890 | 1900 | 1910 | 1921 | 1930 | 1950 | 1961 | 1970 | 1980  | 1991  | 2001  | 2011  | 2021  |
| -------------- | ---- | ---- | ---- | ---- | ---- | ---- | ---- | ---- | ---- | ---- | ----- | ----- | ----- | ----- | ----- |
| Počet obyvatel | 380  | 364  | 392  | 393  | 424  | 425  | 410  | 464  | 601  | 612  | 2 134 | 2 835 | 2 646 | 2 460 | 1 092 |
| Počet domů     | 42   | 44   | 46   | 47   | 54   | 55   | 60   | 93   | 148  | 135  | 182   | 391   | 403   | 425   | 373   |

## Obecní správa
Při sčítání lidu v letech 1850–1971 Klokoty byly samostatnou obcí v okrese Tábor. Od 26. listopadu 1971 jsou částí města Tábor ve stejnojmenném okrese, kdy se konaly městské volby. V letech 1850–1879 k obci patřily Hejlov, Náchod, Nasavrky, Radimovice u Tábora a Svrabov a v letech 1850–1920 a v letech 1961–1971 také Všechov a Zahrádka.

## Pamětihodnosti
- Poutní kostel Nanebevzetí Panny Marie byl založen v roce 1702. V roce 1712 zde byla postavena kaple svatého Václava a v roce 1714 svatého Josefa. Před kostelem ústí lipová alej s křížovou cestou, vysázená roku 1836.
- Fara v Klokotech je připomínána již v roce 1356. Od roku 1389 zde byl duchovním Mikuláš Žižka (†1415), jehož historik August Sedláček popisuje jako bratra husitského vůdce Jana Žižky.
- Tvrz stávala na skalce zvané „Kalvárie“, kde je možno ještě dnes vidět její půdorys. O jejím zániku nelze nalézt žádné zprávy. Jednalo se však o nevelkou, převážně dřevěnou budovu, která asi vyhořela.

## Adamité
Klokoty byly jedním z center husitského adamitského hnutí. To Žižka nechtěl trpět. V roce 1421 asi sedmdesát adamitů zatkl a nechal je v klokotské faře upálit. V trávníku návsi v městské části Tábor-Klokoty je památník této události: velký kámen s nápisem Táborští pikarti 1421 (1996).

## Fotogalerie

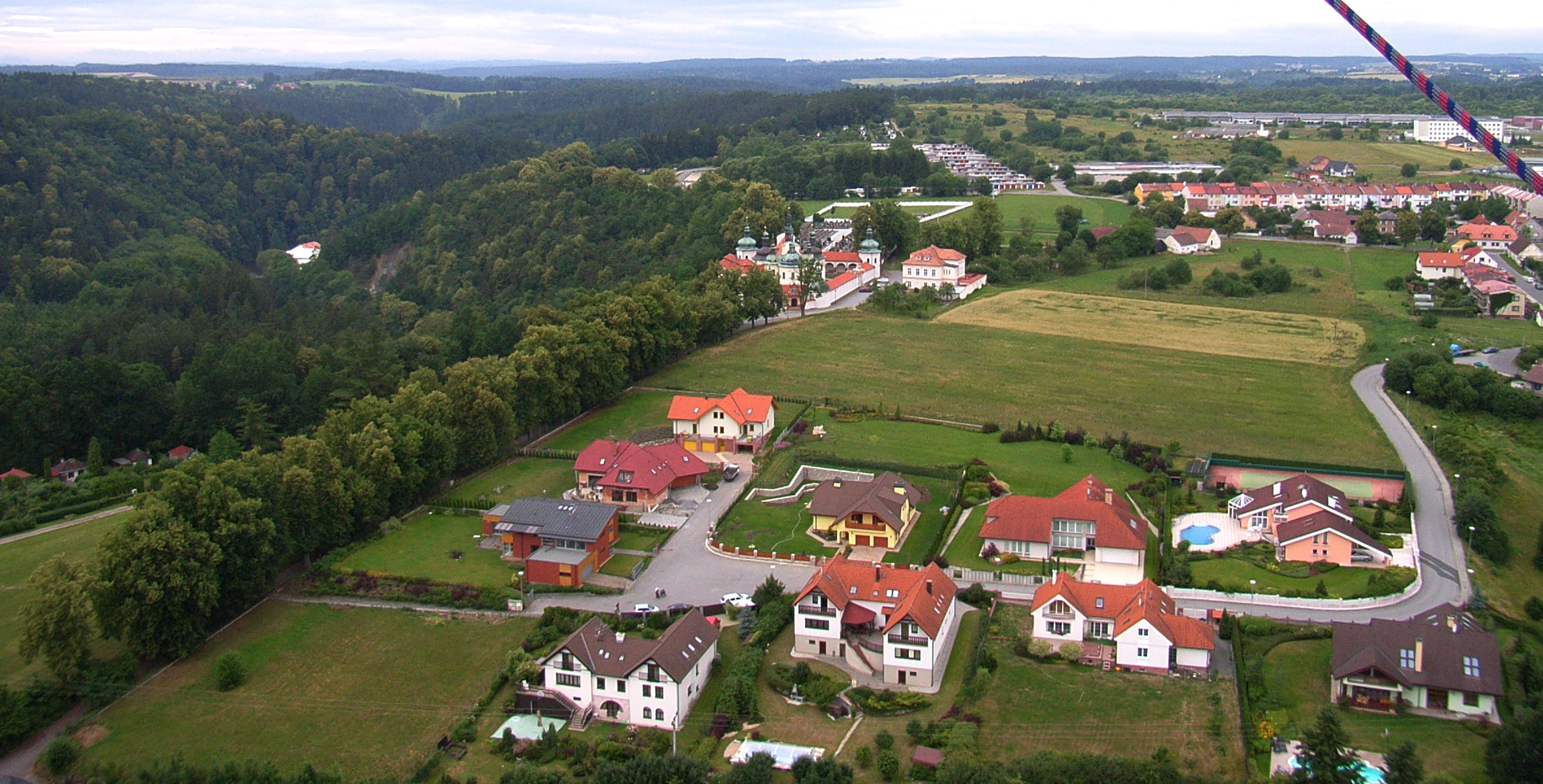
Tábor-Klokoty (jižní část), poutní kostel s alejí „křížové cesty“, nová zástavba, vlevo vzadu údolí Lužnice
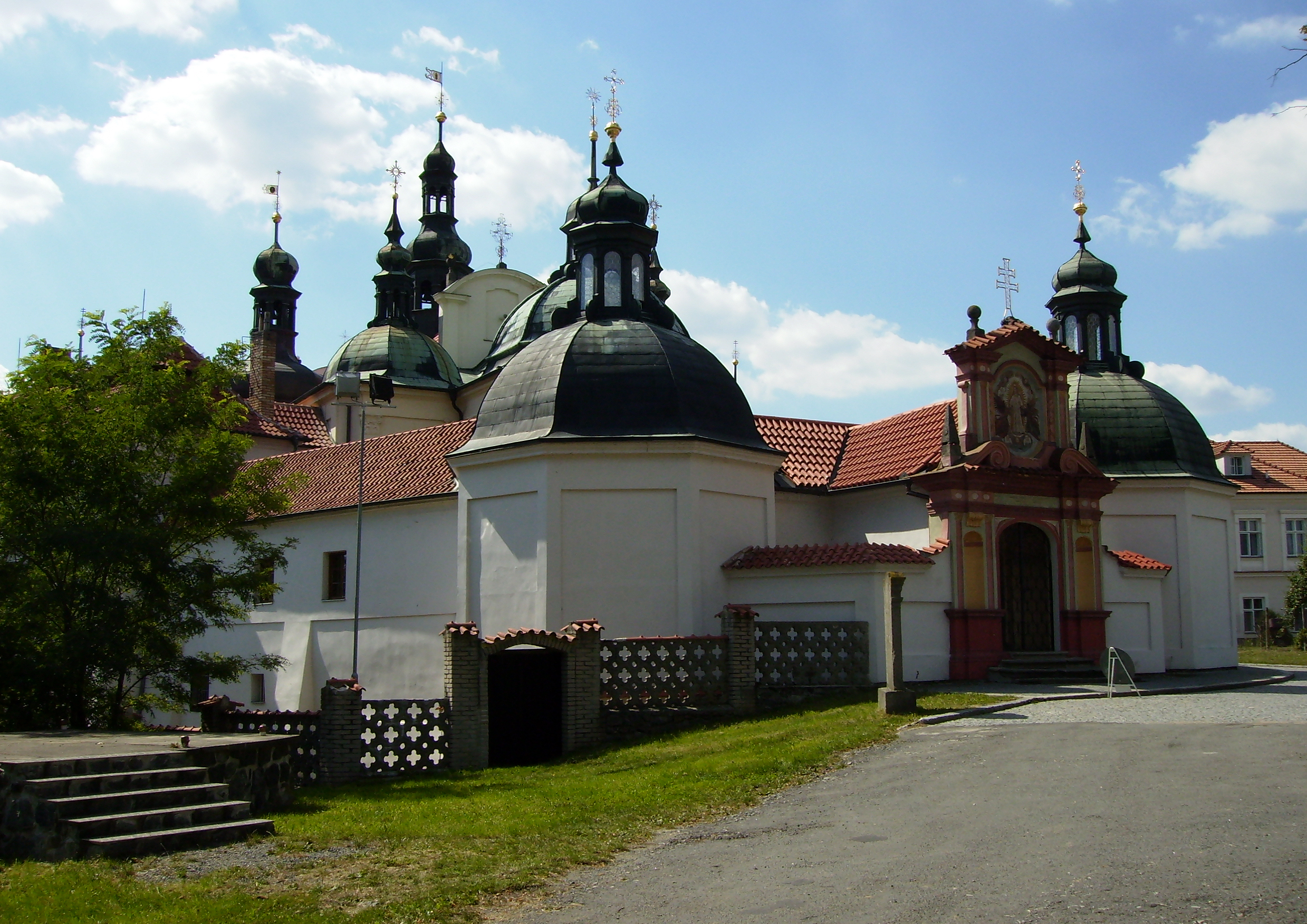
Táborské Klokoty
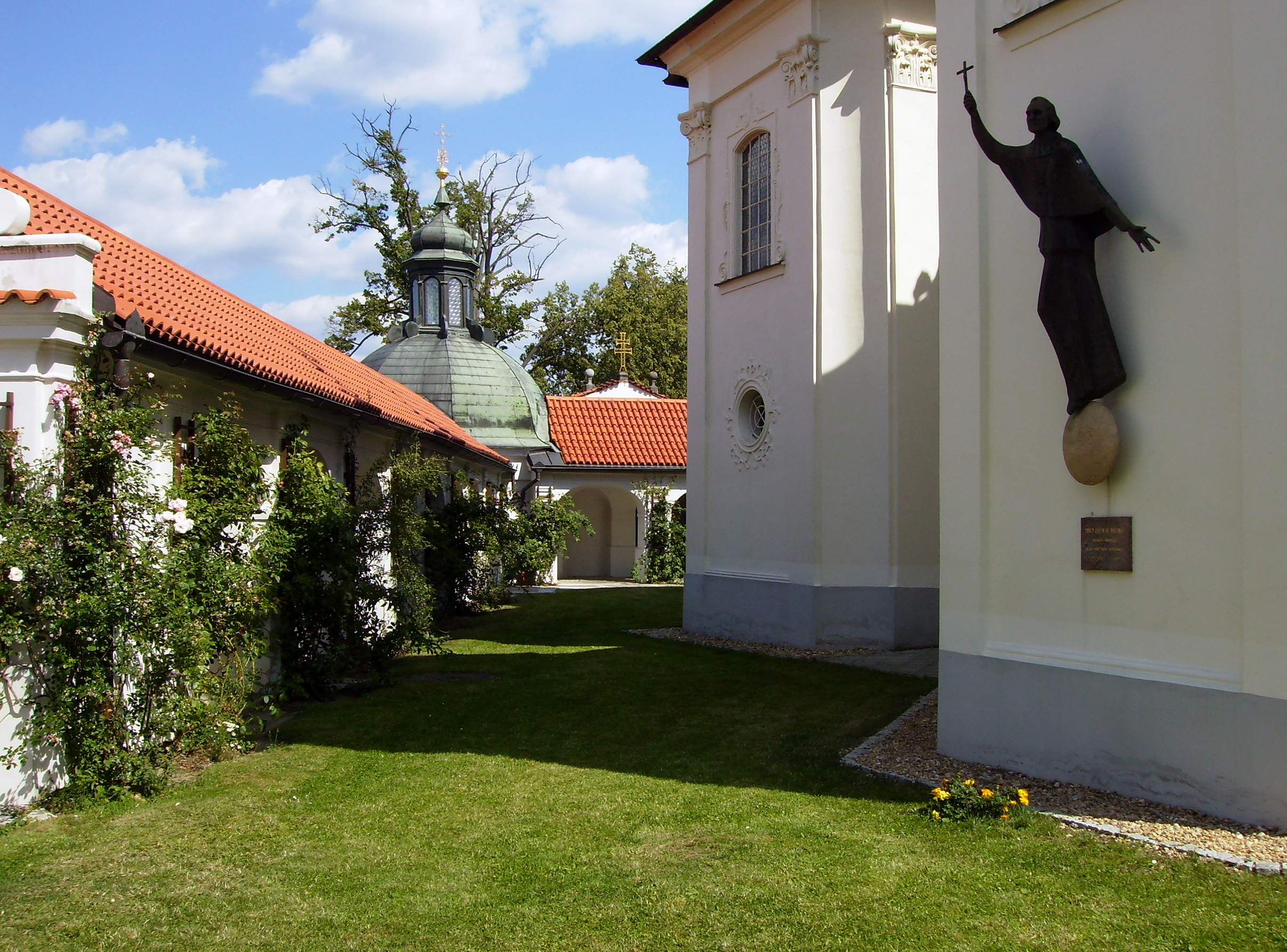
Vnitřní prostor okolo poutního kostela
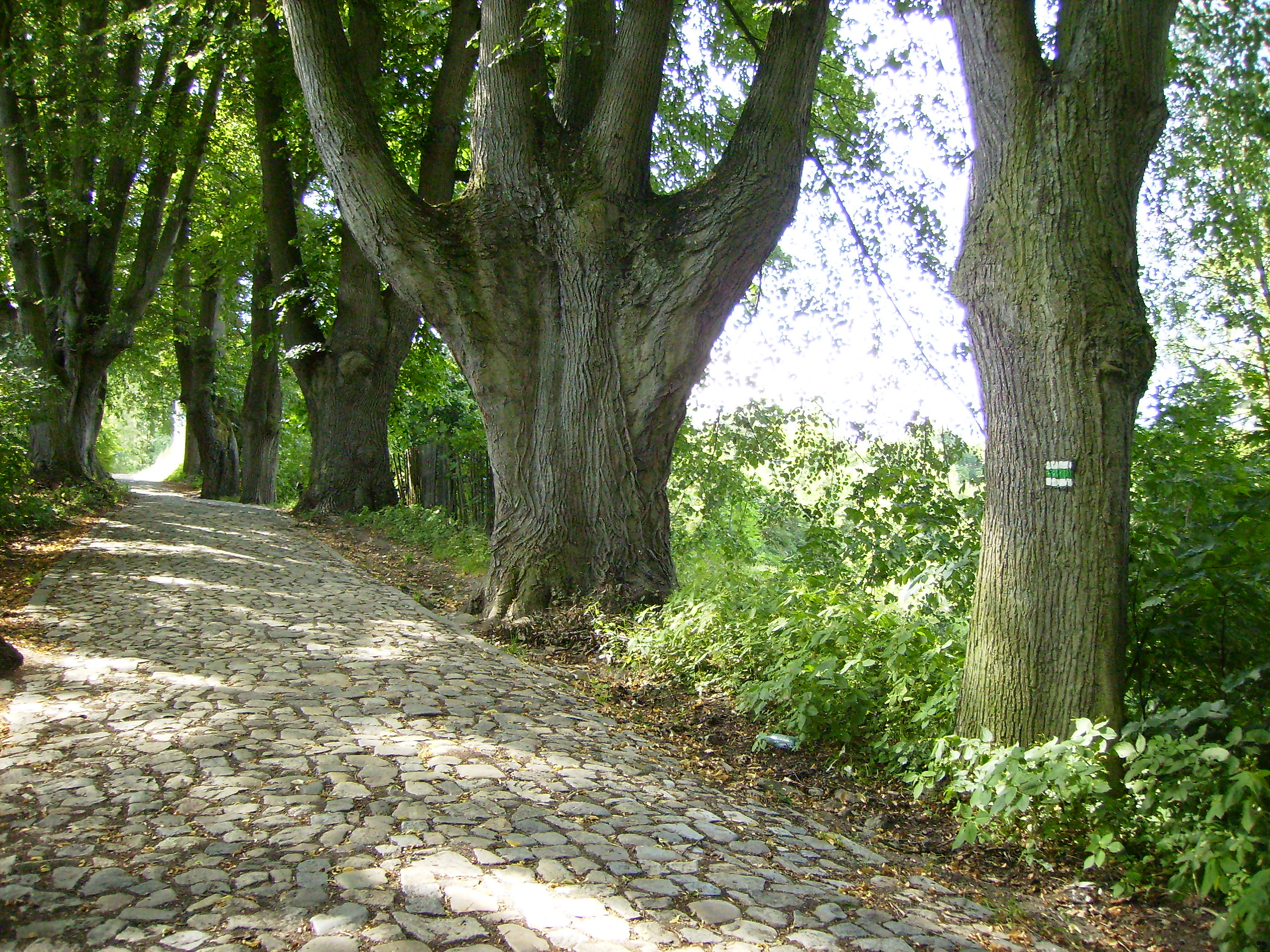
Cesta na Klokoty lemovaná památným stromořadím vzrostlých lip
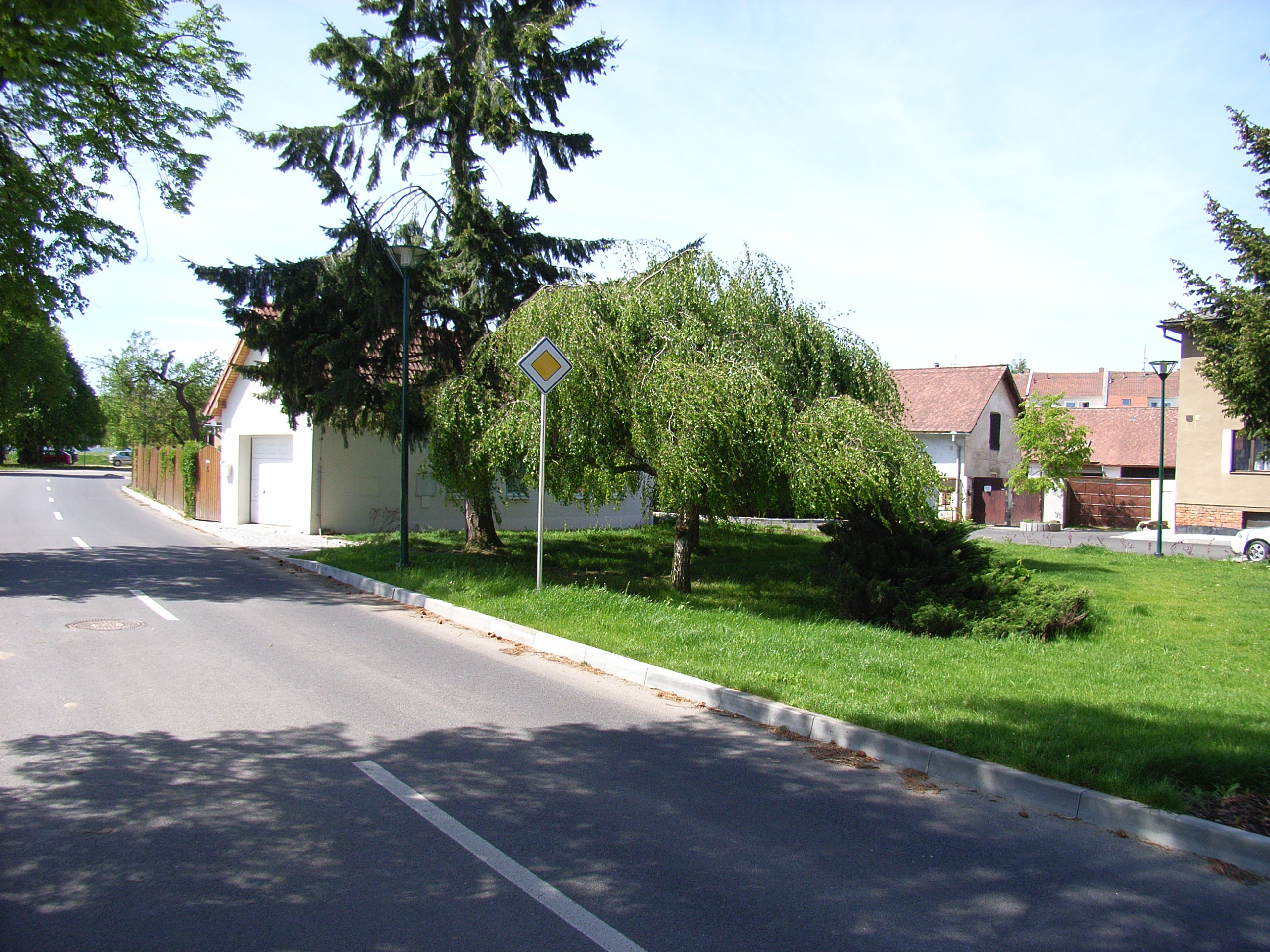
Klokotská náves po úpravách v let 2005–2006
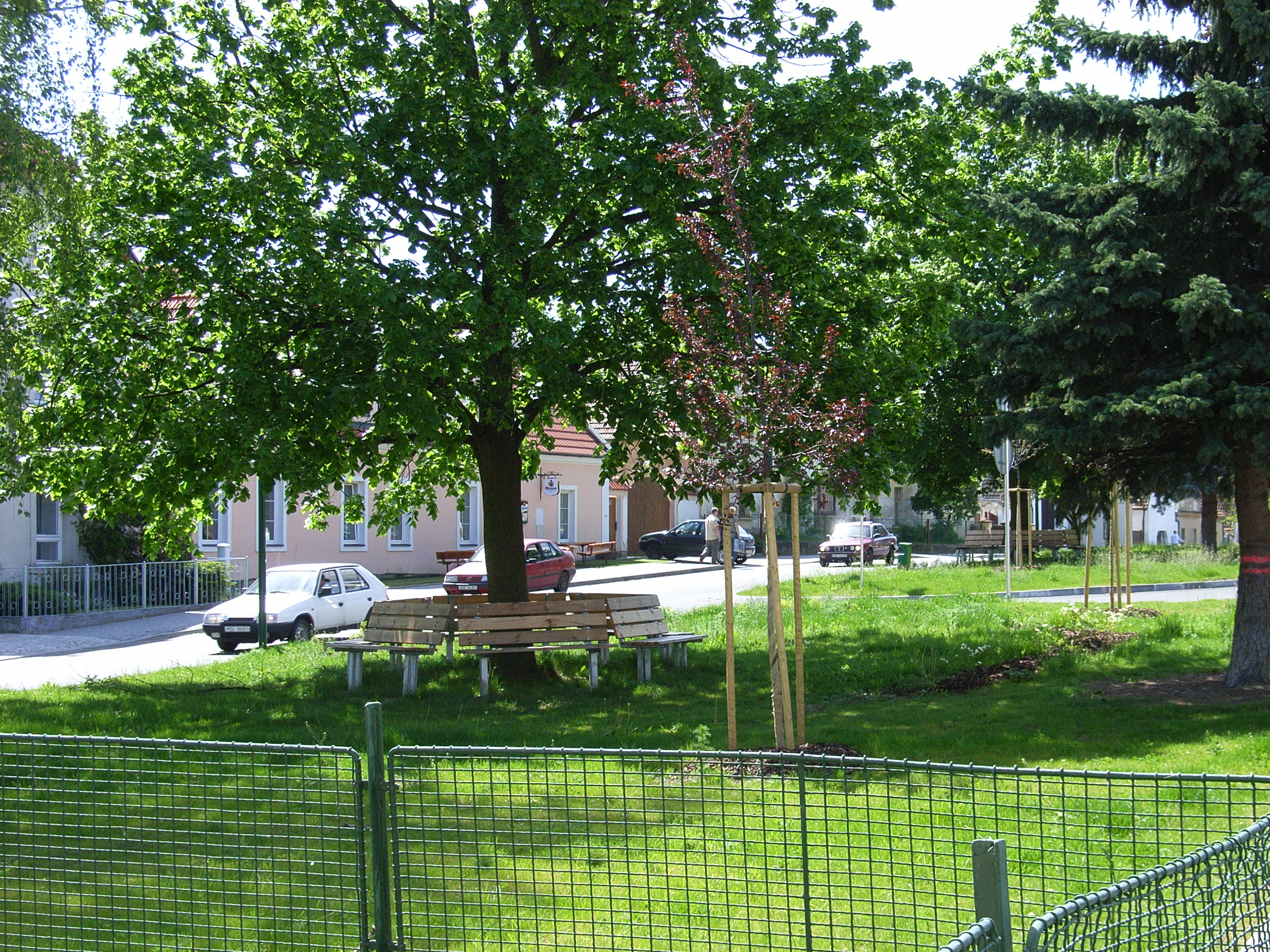
Klokotská náves po úpravách 2005–2006
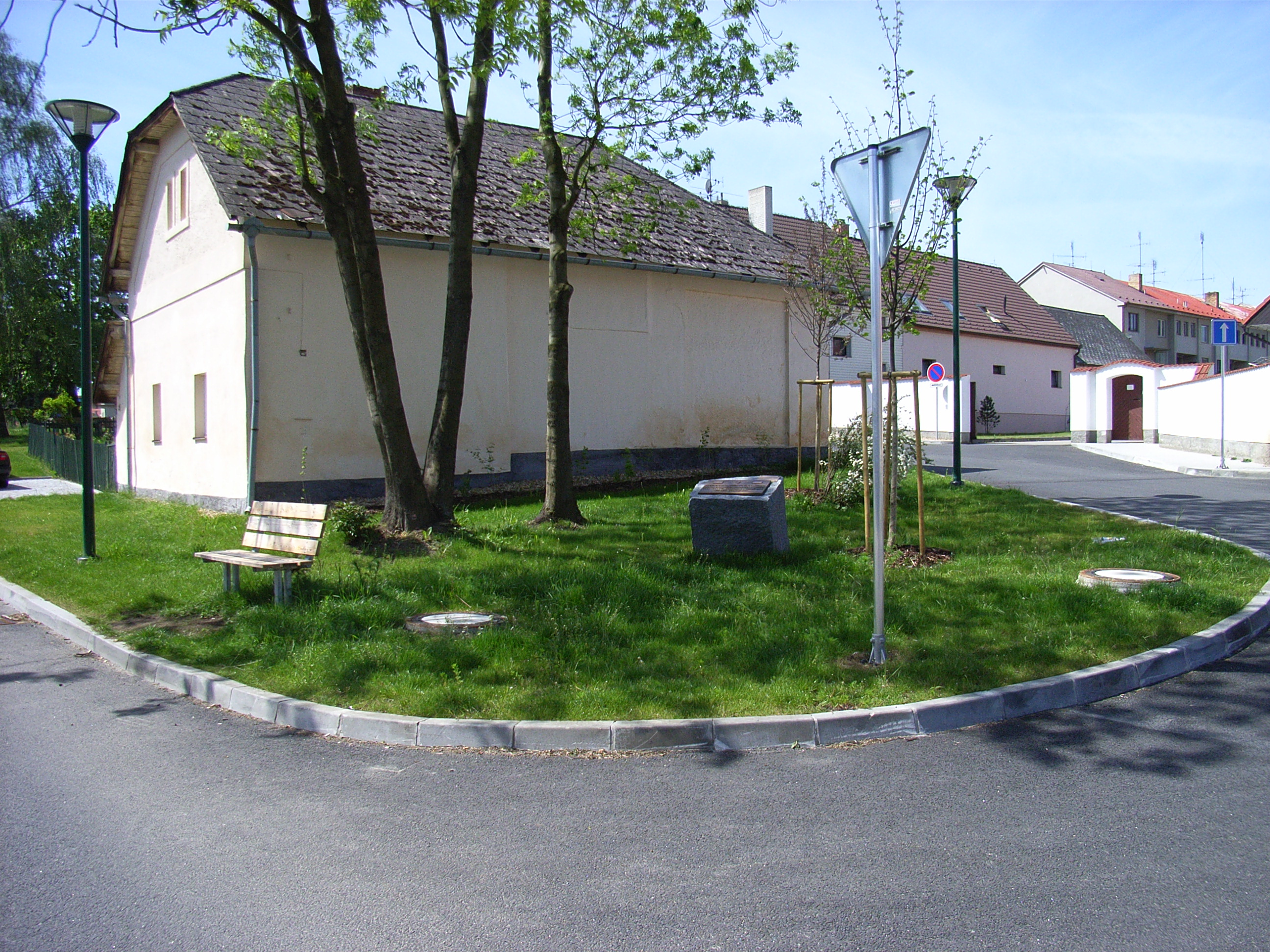
Klokotská náves po úpravách 2005–2006
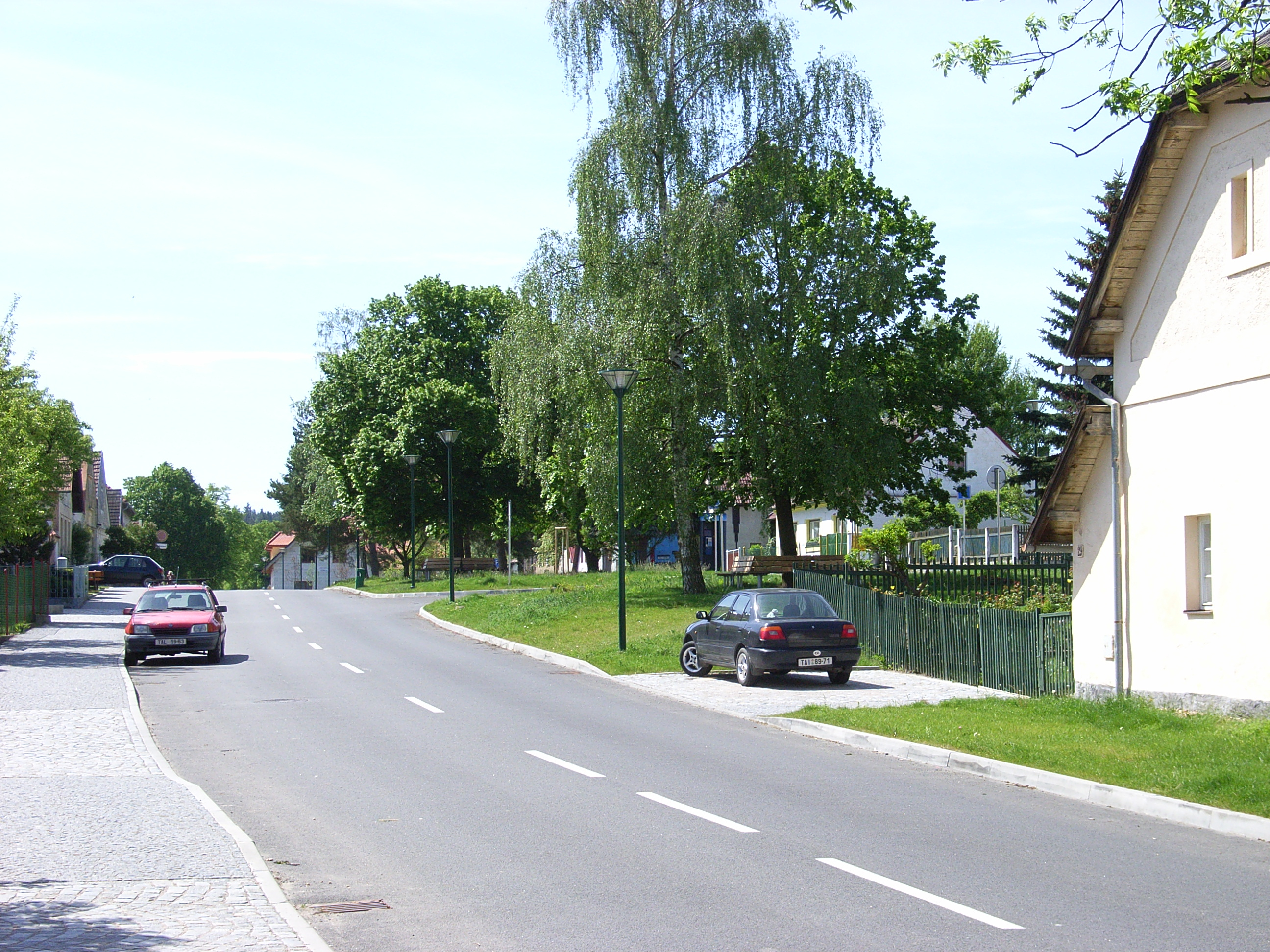
Klokotská náves po úpravách 2005–2006
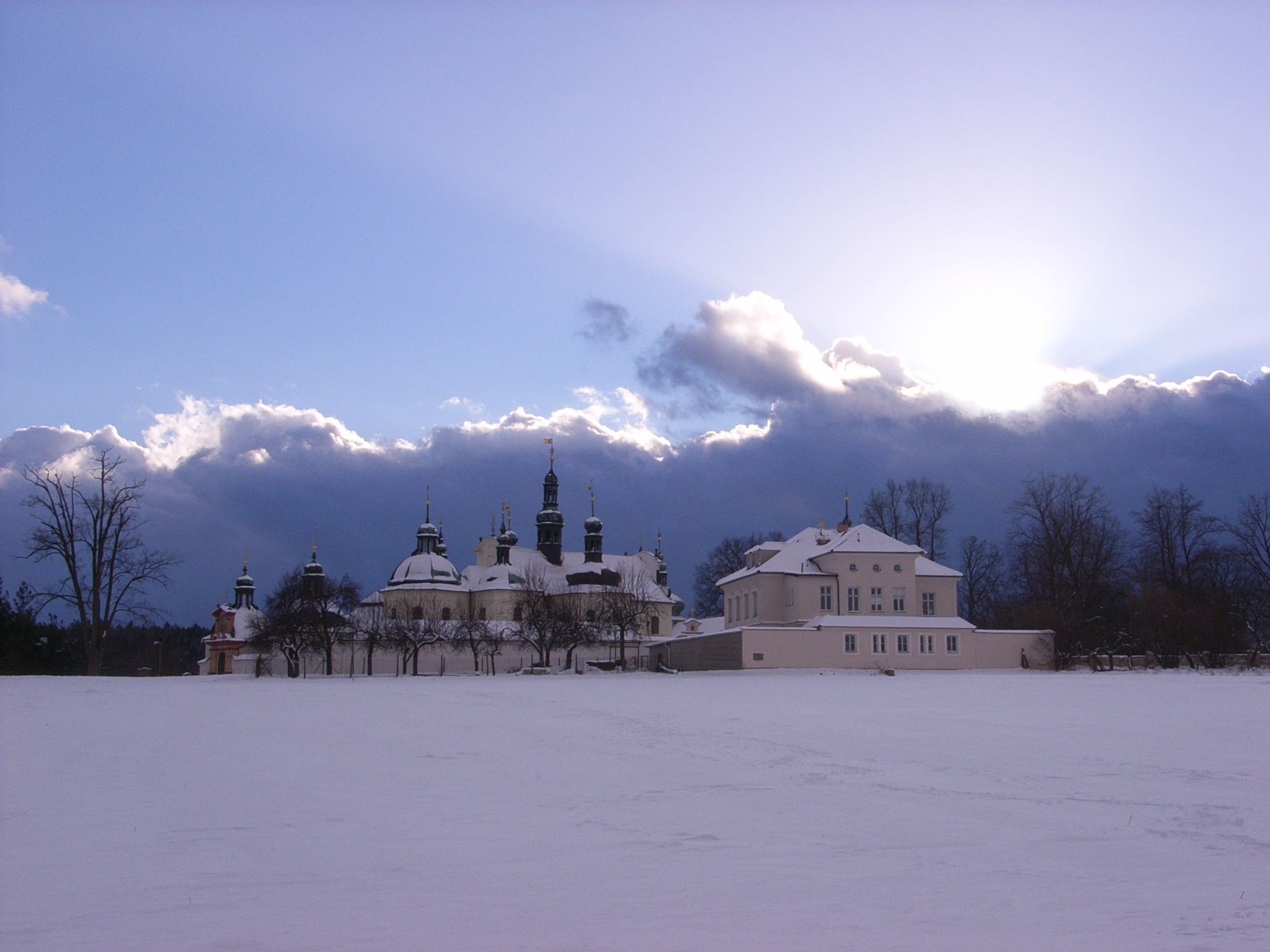
Zimní pohled na klokotský klášter – 2007, v popředí „Emauzy“ – poutní dům (bývalá fara)
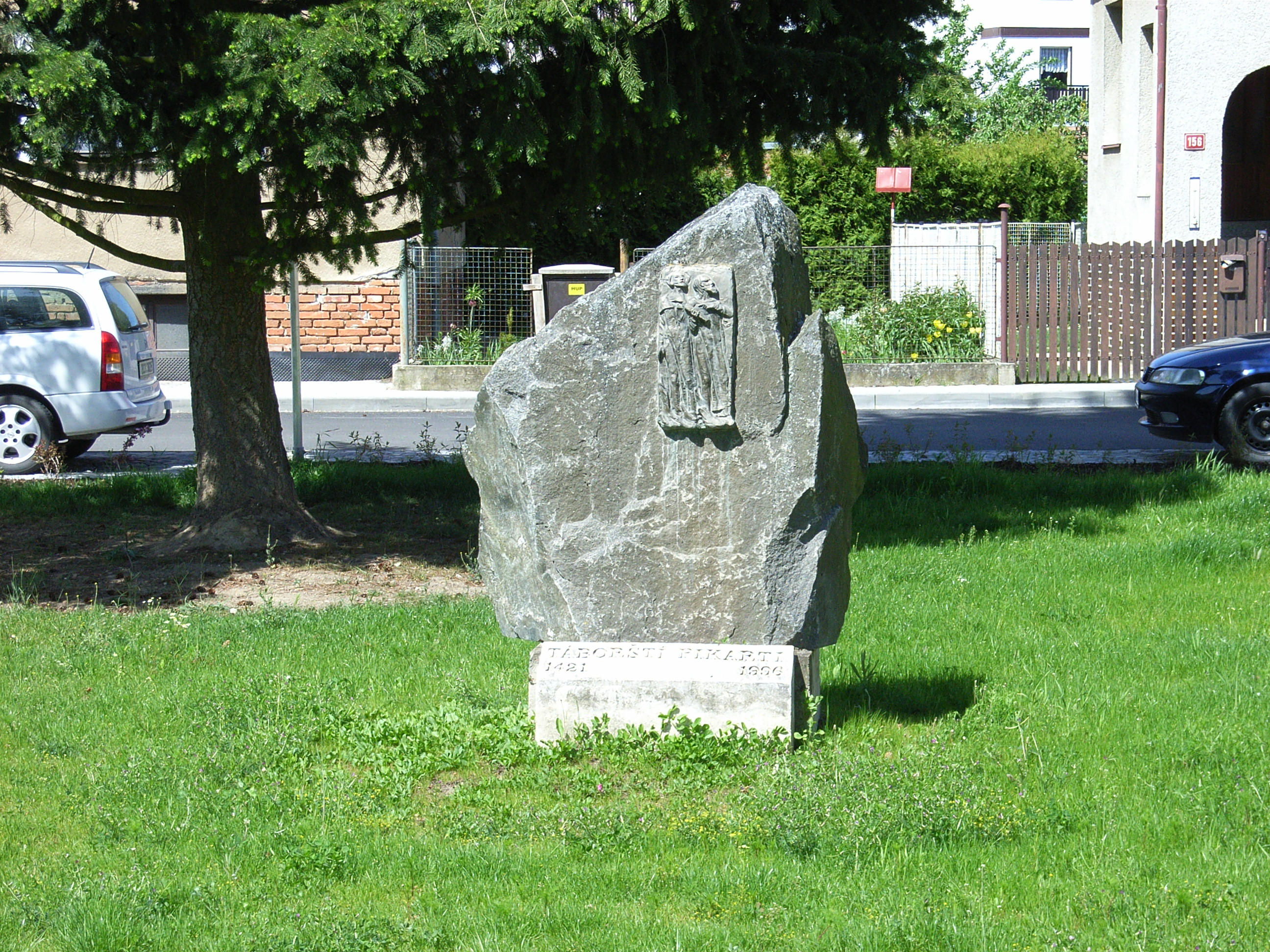
Klokotská náves, pomník pikartům
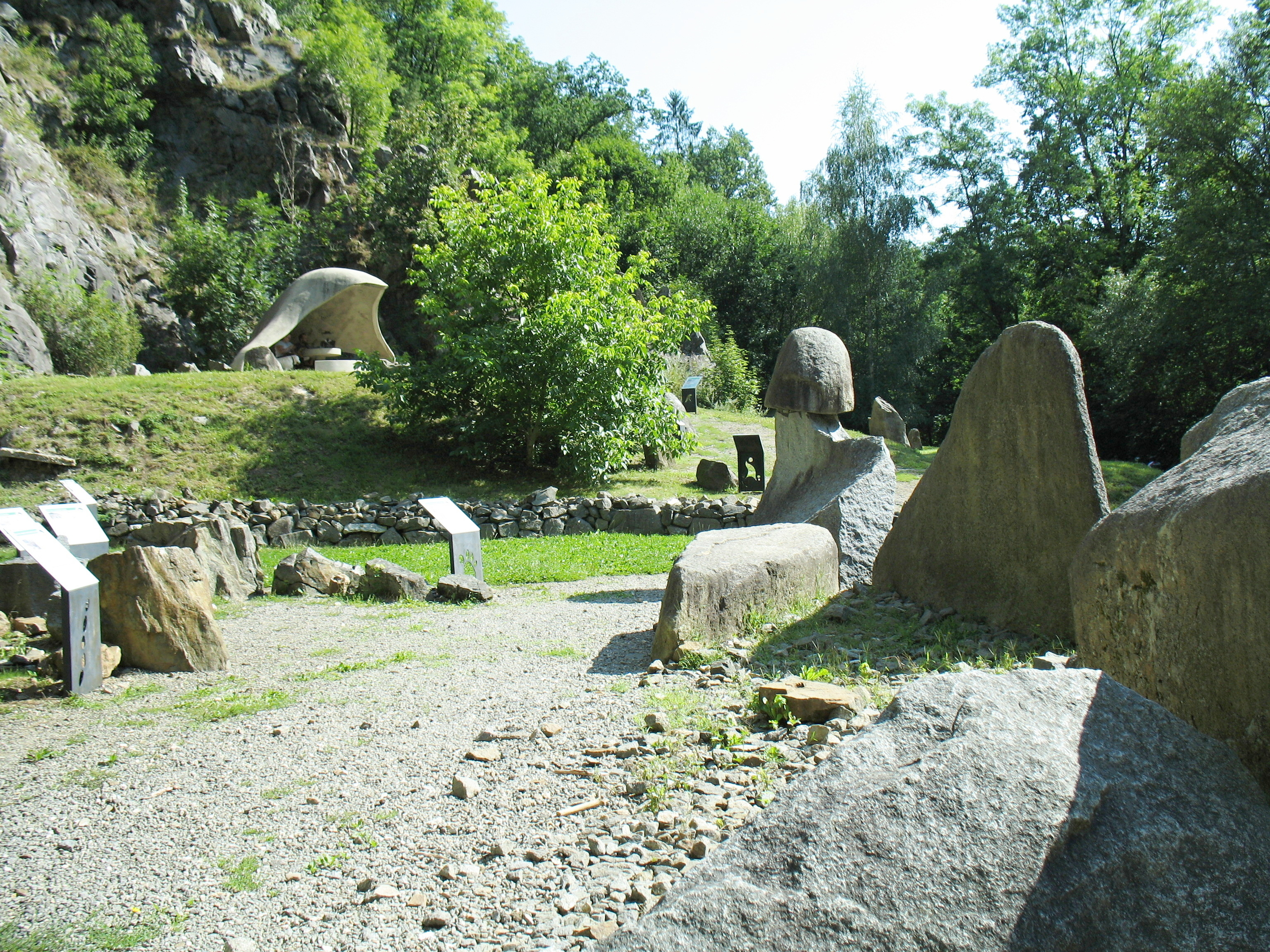
Geologická expozice Pod Klokoty v Modrém lomu